# Eugalta propodeator
Eugalta propodeator är en stekelart som beskrevs av Dmitriy R. Kasparyan och Andrey Ivanovich Khalaim 2007. Eugalta propodeator ingår i släktet Eugalta och familjen brokparasitsteklar. Inga underarter finns listade i Catalogue of Life.